# Avenue de la Sapinière
Pour les articles homonymes, voir Sapinière.
L'avenue de la Sapinière est une avenue carrossable en forêt de Soignes.

## Situation et accès
La voie carrossable, qui fait le tour du bois de la Cambre, a la particularité de changer six fois de nom : Diane, Panorama, Groenendael, Boitsfort, Sapinière et Flore.